# Eremobelba zicsii
Eremobelba zicsii är en kvalsterart som beskrevs av Balogh och Sandór Mahunka 1969. Eremobelba zicsii ingår i släktet Eremobelba och familjen Eremobelbidae. Inga underarter finns listade i Catalogue of Life.